# Омаржи, Юнус
Юнус Омаржи (Омарджи, Омарже, фр. Younous Omarjee; родился 30 сентября 1969 года) — французский политик левого толка с Реюньона, являющийся членом Европейского парламента с 4 января 2012 года. Он входит в Конфедеративную группу европейских объединённых левых — Лево-зелёных Севера. Вице-президент Европейского парламента с 2024 года.

## Биография

### Образование
Юнус Омаржи окончил старейшую среднюю школу на родном острове Реюньон (лицей им. Леконта де Лиля). Уже в школьные годы стал политическим активистом как один из создателей «школьных комитетов действий», протестовавших против предложенной в 1986 году министром Аленом Деваке реформы системы образования. В 1987 году поступил на юридический факультет Университета Париж 1 Пантеон-Сорбонна, который окончил в 1993 году.

### Политическая карьера
Омарже стал активным сторонником крупнейшей политической силы родного острова — Коммунистической партии Реюньона во главе с Полем Вержесом. В 1994—1998 годах Омаржи работал в Совете заморского департамента Реюньон, а затем в 1999 году стал помощником Вержеса, избранного в Сенат Франции в 1996 году. Омаржи последовал в этом качестве за Вержесом и в Брюссель, когда тот был избран депутатом Европарламента в 2004 году.

### Депутат Европарламента
В 2009 году Юнус Омаржи баллотировался в Европарламент от Альянса заморских территорий — предвыборной коалиции левых сил заморских французских владений (в неё, помимо Коммунистической партии Реюньона, вошли Мартиникское демократическое объединение, Гвианская социалистическая партия и Канакский социалистический фронт национального освобождения Новой Каледонии). От неё был избран возглавлявший избирательный список однопартиец Омарже Эли Оаро. Когда последний в конце 2011 года ушёл в отставку, и 4 января 2012 года освободившееся кресло депутата Европарламента занял Юнус Омарджи.
Поддерживая Жан-Люка Меланшона на президентских выборах 2012 года, Омаржи вошёл в национальный предвыборный совет Левого фронта под председательством Пьера Лорана. В итоге Омарже вошёл в состав основанной Меланшоном партии «Непокорённая Франция».
На следующих выборах в Европарламент 2014 года Омарже, возглавив избирательный список Союза заморских территорий, стал победителем с 18,24 % голосов в заморском округе и был переизбран евродепутатом. В 2018 году он стал «Депутатом года» по версии журнала «The Parliament Magazine».
В октябре 2018 года стало известно, что Юнус Омарджи пойдёт на европейские выборы 2019 года четвёртым номером в избирательном списке «Непокорённой Франции». По итогам голосования последней досталось шесть мест, и Омаржи сохранил свой мандат.
С июля 2019 года Омарджи возглавлял Комитет Европейского парламента по региональному развитию . Он также является членом Конференции председателей комитетов, Комитета Европейского парламента по бюджету и Комитета Европейского парламента по бюджетному контролю.
Помимо работы в комитетах, Омарже является одним из вице-президентов Интергруппы Европейского парламента по борьбе с расизмом и многообразию и членом Интергруппы Европейского парламента по правам ЛГБТ, Интергруппы Европейского парламента по благополучию и охране животных и Интергруппы URBAN.
На европейских выборах в июне 2024 года он также баллотировался от «Непокорённой Франции» и был переизбран. 16 июля 2024 года в Европарламенте прошло голосование, по итогам которого были определены имена 14 вице-президентов (заместителей председателя) этого органа. Единственным представителем фракции левых среди них стал Юнус Омаржи, получивший во втором туре 311 из 609 голосов.